# Tetranchyroderma cirrophora
Tetranchyroderma cirrophora är en djurart som tillhör fylumet bukhårsdjur, och som beskrevs av Levi 1950. Tetranchyroderma cirrophora ingår i släktet Tetranchyroderma, och familjen Thaumastodermatidae. Arten är reproducerande i Sverige.